# Bade Achhe Lagte Hain
Bade Achhe Lagte Hain (deutsch: Alles sieht sehr gut aus) ist eine indische Fernsehserie in Hindi, die am 30. Mai 2011 auf Sony TV ausgestrahlt wurde und nach 644 Folgen am 10. Juli 2014 endete. Produziert wurde sie von Ekta Kapoor in ihrer Produktionsfirma Balaji Telefilms. Die Serie zeigt zwei unterschiedliche Persönlichkeiten: Priya Sharma und Ram Kapoor, die zufällig die Liebe entdecken, nachdem sie heiraten. Vom 30. August 2021 bis zum 24. Mai 2023 wurde mit Bade Achhe Lagte Hain 2 auch eine Neuauflage der Serie auf Sony TV ausgestrahlt. Eine zweite Neuauflage mit dem Titel Bade Achhe Lagte Hain 3 wird seit 25. Mai 2023 und damit genau einen Tag nach Ende der ersten Neuauflage ausgestrahlt.

## Handlung
Priya ist eine leichtlebige Frau Anfang dreißig, noch nicht verheiratet und ist ganz sicher, dass sie nie heiraten würde. Ram ist ein reicher Mann Anfang 40, der glaubt, dass er den Anschluss an eine Heirat verpasst hat. Der Zufall wollte es, dass sie miteinander durch einen leichten Unfall zusammenstoßen, der ihre Egos mehr als ihre Fahrzeuge verletzt. Nach einer Reihe von Missverständnissen will es das Schicksal, dass die beiden gegen ihren Willen verheiratet werden. Ram und Priya entwickeln langsam durch kleine, aber bedeutende Momente Gefühle füreinander. Schließlich verlieben sie sich ineinander und vollziehen die Ehe.
Die Hauptrollen sind durch Sakshi Tanwar und Ram Kapoor besetzt. Die Serie macht im Ablauf einen fünfjährigen Sprung, in dem auch beider Kinder mitspielen. Zu Sakshi Tanwar und Ram Kapoor kamen Amrita Mukherji (Peehu – Tochter von Ram und Priya) und Samir Kochhar (Rajat Kapur – der Mann, der Priya in Dubai geholfen hat) hinzu.